# La Puebla de los Infantes
La Puebla de los Infantes település Spanyolországban, Sevilla tartományban. La Puebla de los Infantes Constantina, Las Navas de la Concepción, Hornachuelos, Peñaflor és Lora del Río községekkel határos. Lakosainak száma 2927 fő (2024).

## Népesség
A település népessége az elmúlt években az alábbi módon változott:
| Lakosok száma | 3402 | 3291 | 3281 | 3262 | 3159 | 3115 | 3051 | 2991 | 2990 | 2927 |
|               | 2001 | 2004 | 2007 | 2009 | 2012 | 2014 | 2017 | 2019 | 2022 | 2024 |